# 1742 Schaifers
1742 Schaifers è un asteroide della fascia principale del diametro medio di circa 20,11 km. Scoperto nel 1934, presenta un'orbita caratterizzata da un semiasse maggiore pari a 2,8913693 UA e da un'eccentricità di 0,0930863, inclinata di 2,48999° rispetto all'eclittica.
L'asteroide è dedicato all'astronomo tedesco Karl Schaifers, attivo presso l'Osservatorio di Heidelberg.